# Fakahina (atolón)
Fakahina es un atolón del archipiélago Tuamotu en Polinesia Francesa. Forma parte de la comuna de Fangatau y constituye uno de los atolones más aislados del archipiélago.

## Geografía
Fakahina está ubicado a 73 kilómetros al este del atolón de Fangatau, el atolón más cercano, y a 980 km de Tahití. Es un atolón ovoide de 8,5 km de longitud y 5 km de anchura máxima con una superficie de tierras emergidas de 8 km². Es continuo, con un motu único, y con una laguna de aproximadamente 20 km² desprovista de paso al océano.
Desde un punto de vista geológico, el atolón es el la capa coralina (de algunos metros) de la cumbre de un pequeño monte volcánico submarino homónimo, que asciende 1.845 metros desde la corteza oceánica, formado hace aproximadamente entre 43,4 y 44,2 millones de años.
Los principales pueblos de la isla son Tarione, ubicado al oeste del atolón, y el antiguo pueblo de Hokikakika.

## Historia

### Población polinesia y descubrimiento por los Europeos
La primera mención europea del atolón fue hecha por el navegador germano-báltico Otto von Kotzebue que lo visita el 2 de marzo de 1824, que le dio el nombre de su barco Predpriatic, durante su segunda expedición por la Polinesia. El atolón es avistado posteriormente, el 3 de febrero de 1837, por el británico Edward Belcher. La isla tenía entonces el nombre polinesio de Niuhi ("isla de los Cocos") antes de tomar su nombre actual.

### Periodo contemporáneo
Hacia 1850, Fakahina se convirtió en un territorio francés poblado entonces por aproximadamente 150 habitantes autóctonos. La isla es evangelizada al finalizar el siglo XIX por el padre misionero Montiton que hace construir el pueblo de Hokikakika y la primera capilla dedicada a San Nicolás, siendo éste el primer edificio religioso del atolón.
A principios del siglo, los habitantes del atolón fueron trasladados por los padres misioneros hacia Puka Puka para contribuir al impulso del aprovechamiento de la copra en dicho  atolón. Entre 1988 y 1990 se construyó la iglesia Santa Atanasia vinculada a la Achidiócesis de Papeete.

## Economía
Durante años la actividad principal de la isla estaba ligada a la copra cuya producción máxima alcanza aproximadamente 350 toneladas hacia 1915.[
Fakahina posee un pequeño aeródromo, con una pista de 850 metros de longitud, en servicio sobre la porción oeste del atolón desde 1985. En junio de 2012, la Alta-Comisaria de la República, Richard Didier, se desplazó a Fakahina para mostrar su interés para terminar con el aislamiento de los atolones apartados y la puesta a nivel de sus infraestructuras, sobre todo la ampliación del aeródromo.